# アーサー・ヘイ (第9代ツィードデール侯爵)
第9代ツィードデール侯爵アーサー・ヘイ（英語: Arthur Hay, 9th Marquess of Tweeddale、1824年11月9日 - 1878年12月29日）は、イギリスの鳥類学者、陸軍軍人、貴族。
ツィードデール侯爵家の法定推定相続人となった1862年から爵位を継承する1876年までギフォード伯爵（Earl of Gifford）の儀礼称号で称された。

## 経歴
1824年11月9日、スコットランド貴族で陸軍軍人の第8代ツィードデール侯爵ジョージ・ヘイ元帥とその妻スーザン（第5代マンチェスター公爵ウィリアム・モンタギューの娘）の間の次男として生まれる。兄にジョージ・ヘイ(庶民院議員。父に先立ったため爵位継げず)、長弟にウィリアム・ヘイ(10代ツィードデール侯爵位を継ぐ)がいる。
1841年にグレナディアガーズに少尉として入隊。1845年から1846年にかけてはインド総督初代ハーディング子爵ヘンリー・ハーディングの副官を務め、第一次シク戦争に従軍した。1846年に大尉、1854年に中佐に昇進した。クリミア戦争に従軍し、1860年には大佐に昇進した。
鳥類学者としても活躍し、鳥類の個人コレクションを作っていた。1868年から1878年にかけてはロンドン動物学会の会長を務めた。彼の鳥類学の作品は1881年に彼の甥であるロバート・ジョージ・ウォードロー・ラムゼイによって出版され、その分類表は「ウォールデン」と呼ばれている。
1876年10月に父の死によりツィードデール侯爵位以下の爵位を継承したが、2年後の1878年12月29日には死去した。二度結婚しているが、いずれの結婚でも子供はなく、爵位は長弟のウィリアムが継承した。

## 栄典

### 爵位
1876年10月10日の父ジョージ・ヘイの死により以下の爵位を継承した。
- 第9代ツィードデール侯爵 (9th Marquess of Tweeddale)
(1694年12月17日の勅許状によるスコットランド貴族爵位)
- 第10代ツィードデール伯爵 (10th Earl of Tweeddale)
(1646年12月1日の勅許状によるスコットランド貴族爵位)
- 第9代ギフォード伯爵 (9th Earl of Gifford)
(1694年12月17日の勅許状によるスコットランド貴族爵位)
- 第9代ウォルデン子爵 (9th Viscount of Walden)
(1694年12月17日の勅許状によるスコットランド貴族爵位)
- イェスターの第17代ヘイ卿 (17th Lord Hay of Yester)
(1488年1月29日の勅許状によるスコットランド貴族爵位)

### その他
1871年、王立協会フェロー(FRS)